# КК Смедерево 1953
КК Смедерево 1953 је српски кошаркашки клуб из Смедерева. Клуб је основан 1953. године, а своје домаће утакмице игра у дворани Смедерево капацитета 2.600 седећих места. Тренутно се такмичи у Другој лиги Србије.

## Историја
Клуб је основан од стране студената 28. јула 1953. под именом КК Металац, јер је тада био у оквиру Спортског друштва Металац. Први председник био је Коста Перовић, док је први тренер и играч био Роман Бруј.
Клуб од сезоне 2011/12. игра у Кошаркашкој лиги Србије и то ће бити прва сезона у његовој историји у првом рангу такмичења.

## Учинак у претходним сезонама
| Сез.     | Првенство Србије - КЛС | Првенство Србије - Суперлига | Куп Србије   | Регионално такмичење | Европско такмичење |
| -------- | ---------------------- | ---------------------------- | ------------ | -------------------- | ------------------ |
| 2011/12. | 7. место               | –                            | –            | –                    | –                  |
| 2012/13. | 11. место              | –                            | –            | –                    | –                  |
| 2013/14. | 12. место              | –                            | –            | –                    | –                  |
| 2014/15. | 8. место               | –                            | –            | –                    | –                  |
| 2015/16. | 11. место              | –                            | Четвртфинале | –                    | –                  |
| 2016/17. | 13. место              | –                            | –            | –                    | –                  |

## Познатији играчи
- Дарко Балабан
- Слободан Божовић
- Огњен Јарамаз
- Стефан Живановић
- Саво Ђикановић
- Раде Загорац
- Ђорђе Мајсторовић
- Марко Поповић
- Дарко Рнић
- Ђорђе Симеуновић
- Страхиња Стојачић